# Karen Linda Collins
Karen Linda Collins () é uma matemática estadunidense da Universidade Wesleyan, onde é Edward Burr Van Vleck Professor of Mathematics, catedrática de matemática e ciência da computação e professora de ciências integrativas. Os principais tópicos de sua pesquisa são combinatória e teoria dos grafos.
Collins se formou no Smith College em 1981, completando um Ph.D. em 1986 no Instituto de Tecnologia de Massachusetts. Sua tese, Distance Matrices of Graphs, foi orientada por Richard Peter Stanley. No mesmo ano passou a integrar o corpo docente da Universidade Wesleyan.
Recebeu a Edward Burr Van Vleck Professorship em 2017.